# Mi chiamo Rigoberta Menchú
Mi chiamo Rigoberta Menchú è un libro della antropologa venezuelana Elizabeth Burgos edito dalla Casa Editrice Giunti.
È la biografia di Rigoberta Menchú Tum, una giovane contadina india residente in Guatemala. Rigoberta, attraverso l'intermediazione dell'autrice Elizabeth Burgos, descrive la situazione tragica del popolo guatemalteco, oppresso ed ucciso dai Conquistadores ladini.
Rigoberta ci offre uno scenario fatto di riti quotidiani, antiche credenze, piccoli gesti simbolici che ricollegano i guatemaltechi agli antichi Maya, loro antenati. 
La vita degli indigeni è incentrata sul rispetto nei confronti della natura; l'alimentazione è fatta di ciò che si coltiva, le abitazioni sono costruite di arbusti e gli animali sono componenti della famiglia.
Il mais (la "milpa") è alla base dell'alimentazione guatemalteca; d'altro canto il Popol Vuh (una sorta di Bibbia per gli indigeni) dice che i maya siano nati da palline di mais e acqua.
Ogni indigeno ha un Nahual, un alter ego simbolico a cui il proprio destino è legato. 
Ogni giorno dell'anno ha un Nahual di riferimento; i più sfortunati sono coloro che sono nati il martedì: questo giorno ha per Nahual il toro, che ha caratteristiche piuttosto colleriche.
La condivisione è un valore; ogni comunità ha persone elette (i "nonnetti") alle quali ci si può rivolgere per qualsiasi problema.
Da una parte, la bellezza della natura, una vita intensa fatta di lavoro e comunità, dall'altra la drammatica lotta contro i ladini (meticci).
Rigoberta ricorda il tempo in cui era piccola e si recava con i genitori a lavorare nella finca (piantagione). Ricorda la morte dei suoi fratelli (uno morto per intossicazione e l'altro per denutrizione), e dei genitori (sua madre torturata, violentata e uccisa dall'esercito; il padre nell'incendio dell'ambasciata di Spagna).
Rigoberta decide ad un certo punto di prendere un impegno politico su di sé, all'interno di un sindacato agricolo.

## Edizioni
- Elizabeth Burgos, Mi chiamo Rigoberta Menchú, Giunti Editore, 1983.